# Heteronympha mirifica
Heteronympha mirifica är en fjärilsart som beskrevs av Butler 1866. Heteronympha mirifica ingår i släktet Heteronympha och familjen praktfjärilar. Inga underarter finns listade i Catalogue of Life.

## Bildgalleri

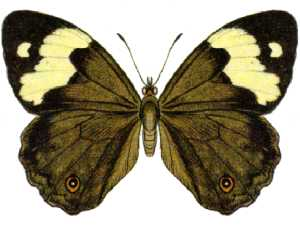